# Ozodiceromya albertensis
Ozodiceromya albertensis är en tvåvingeart som först beskrevs av Cole 1925.  Ozodiceromya albertensis ingår i släktet Ozodiceromya och familjen stilettflugor. Inga underarter finns listade i Catalogue of Life.